# Cortes de Guadalajara de 1408
Cortes de Castilla celebradas en Guadalajara en 1408, durante el reinado de Juan II de Castilla (1406-1454). Las Cortes de Castilla eran la asamblea estamental del Reino de Castilla y León, que reunía a los representantes de la nobleza, el clero y el estado llano o las ciudades. En Guadalajara, las Cortes se habían reunido previamente en 1390.

## Historia
Las Cortes fueron convocadas durante la minoría de edad de Juan II, a instancias de sus tutores y regentes, su madre, Catalina de Lancaster, y su tío, el infante Fernando, futuro Fernando I de Aragón. La reina defendió la necesidad de continuar la guerra contra el Reino nazarí de Granada y el infante solicitó a los procuradores un subsidio de 70 millones de maravedíes para financiar la contienda. Hablaron después el hijo del infante, Alfonso, en representación del brazo nobiliario, Pedro de Luna, arzobispo de Toledo, en el del eclesiástico, y Pedro Suárez, hermano del obispo de Cartagena, en el de las ciudades. A continuación, otros procuradores expresaron sus reservas a aprobar el subsidio. La presión del infante Fernando logró que las Cortes aprobaran un subsidio de 50 millones, que quedó reducido a 40 millones, porque Muhammed VII, recién llegado al poder, envió embajadores a Guadalajara para proponer una tregua de ocho meses.
En las Cortes de Guadalajara estuvieron presentes el Almirante de Castilla, Alfonso Enríquez, el Condestable de Castilla, Ruy López Dávalos, el Señor de Montealegre, Enrique Manuel de Villena, el Camarero mayor del Rey, Juan Fernández de Velasco, el Justicia mayor de Castilla, Diego López de Zúñiga, los Adelantados mayores de Castilla, León y Andalucía, Gómez Manrique, Pedro Manrique de Lara y Per Afán de Ribera, el Merino mayor de Asturias, Diego Fernández de Quiñones, y el Señor de los Cameros, Carlos Ramírez de Arellano. También asistieron a la convocatoria el Arzobispo de Santiago, Lope de Mendoza, el Obispo de Segovia, Juan Vázquez de Cepeda, el de Palencia, Sancho de Rojas, el de Burgos, Juan Cabeza de Vaca, y el de Cuenca. Según relata la crónica del reinado, Pedro de Luna llevó consigo al joven Álvaro de Luna, que más tarde se convirtió en valido de Juan II.